# 保科進
保科 進（ほしな すすむ、1906年 - 2000年）は、日本のアメリカンフットボールの元選手および監督。

## 人物
日系２世、ハワイのマッキンレー高校卒業。
1935年ハワイより来日、法政大学創部に貢献し初代監督兼プレーヤーとして活躍。
1938年関東學生米式蹴球連盟理事に就任、連盟活動、審判活動に貢献。
法政大学監督を計20年、成城大学コーチを2年、明治学院大学監督31年・総監督4年の計57年間、各大学で技術指導。この間、米国の理論をいち早く取り入れると共に1964年度ライスボウル東軍監督をはじめ多くの選抜チームの監督、コーチを務める。
1955年から法政大学体育講師としてアメリカンフットボールの普及に努める。
91歳までグラウンドで指揮を執る。
アメリカンフットボールの普及に貢献したとして「アメリカンフットボールの父、ポール・ラッシュ博士」を含む14名の内の1名として2010年に山梨県清里のアメリカンフットボールの殿堂で第2回顕彰された。

## エピソード
マッキンレー高校のマスコットがトラで、同校及び法政大学同窓生の阪神タイガース野球殿堂表彰者の若林忠志がプロ入りする際、同球団結成披露宴で初披露された球団歌のレコードに印刷されたトラのマークを保科がデザインして手渡した。それが今の阪神タイガースのマスコット・マークの原型である。また保科の妻は若林の妻と従妹であり、2人は親類関係にあった。